# Finale della Coppa d'Asia 2015
La finale della Coppa d'Asia 2015 si disputò il 31 gennaio 2015 allo Stadium Australia a Sydney tra le nazionali di Corea del Sud e Australia. A vincere la finale furono gli ex-oceanici, che vinsero 2-1 ai supplementari e ottennero il loro primo (e al momento unico) trofeo nella massima competizione tra nazionali maschili asiatiche.

## Le squadre
| Squadra       | Finali (o spareggi) disputate in precedenza (il grassetto indica la vittoria) |
| ------------- | ----------------------------------------------------------------------------- |
| Corea del Sud | 3 (1972, 1980, 1988)                                                          |
| Australia     | 1 (2011)                                                                      |

## Cammino verso la finale
Sia la Corea del Sud che l'Australia organizzatrice del torneo furono sorteggiate nel gruppo A della Coppa d'Asia, insieme a Kuwait e Oman. La partita inaugurale si tenne il 9 gennaio al Rectangular Stadium di Melbourne, e vide i padroni di casa affrontare il Kuwait: all'8°, Hussain Fadel riuscì a segnare un gol di testa, che scoraggiò un poco lo spirito dei tifosi australiani; i Socceroos però reagirono pareggiando con Tim Cahill su passaggio di Massimo Luongo al 33°, e poi ribaltando con lo stesso Luogo con un gol di testa al 44°. Finito l'intervallo, l'Australia continuò a segnare, prima con un rigore del capitano Mile Jedinak al 62° e poi con una fucilata di James Troisi ai minuti di recupero. Il giorno dopo, i coreani affrontarono l'Oman al Canberra Stadium: dopo un primo tempo a reti inviolate, il vantaggio coreano arrivò nel primo minuto della ripresa con Cho Young-cheol. Lo stesso risultato si ripeté nella partita Corea del Sud-Kuwait, vinta dai coreani grazie al gol di Nam Tae-Hee al 36°. Più di misura fu il 4-0 dell'Australia contro l'Oman: non contenti dei gol di Matt McKay al 27°, Robbie Kruse al 30° e Mark Milligan su rigore al terzo minuto di recupero, nella ripresa i Socceroos segnarono di nuovo con Tomi Jurić. Il 17 gennaio, le già qualificate Corea del Sud e Australia si affrontarono in una partita che finì 1-0 per i Guerrieri Taeguk grazie alla rete dell'attaccante Lee Jung-hyup. Le Tigri Asiatiche finirono quindi prime nel girone a punteggio pieno seguite dall'Australia con sei punti, mentre l'Oman, già eliminato, si consolò con una vittoria per 1-0 contro il Kuwait.
Nella fase eliminatoria, la Corea del Sud affrontò l'Uzbekistan, secondo nel girone B: dopo che i regolamentari finirono a reti vuote, i supplementari furono risolti da una doppietta di Son Heung-min, un gol a un quarto d'ora di distanza dall'altro. L'Australia ebbe invece gioco facile a battere la Cina, prima nel girone B, che fu sconfitta 2-0 grazie a una doppietta di Cahill nella parte iniziale della ripresa. Alle semifinali, le due nazionali affrontarono rispettivamente l'Iraq e gli Emirati Arabi Uniti, che furono battuti entrambi per altri due 2-0: le Tigri Asiatiche segnarono nel primo tempo con Lee Jung-Hyup e nella ripresa con Kim Young-Gwon, mentre i Socceroos umiliarono gli emiratensi con i gol di Trent Sainsbury e Jason Davidson a neanche un quarto d'ora dal fischio d'avvio. La Corea del Sud staccò così per la quarta volta il pass per la finale, mentre l'Australia la raggiunse per la seconda volta generale e consecutiva, a partite dal suo passaggio dalla OFC all'Asian Football Confederation avvenuto nel 2006.

### Tabella riassuntiva del percorso
| Squadra       | Pt | G |
| ------------- | -- | - |
| Corea del Sud | 9  | 3 |
| Australia     | 6  | 3 |
| Oman          | 3  | 3 |
| Kuwait        | 0  | 3 |

| Squadra       | Pt | G |
| ------------- | -- | - |
| Corea del Sud | 9  | 3 |
| Australia     | 6  | 3 |
| Oman          | 3  | 3 |
| Kuwait        | 0  | 3 |

## Descrizione della partita
La partita iniziò con un ritmo frenetico, con numerose occasioni da entrambe le parti. Dopo varie opportunità coreane gettate alle ortiche, culminate al 37° con un tiro di Son Heung-min finito fuori, a sbloccare il risultato, proprio all'ultimo minuto del primo tempo, fu Massimo Luongo: la palla di Trent Sainsbury atterrò ai piedi del connazionale, il quale superò il difensore Ki Sung-yueng e poi tirò un rasoterra destro contro cui il portiere Kim Jin-hyeon non poté farci nulla. Colpiti da questo primo gol subito nella competizione, i sudcoreani furono costretti a reagire per pareggiare; la difesa dei Socceroos li tenne a bada finché, al primo minuto di recupero nella ripresa, Son Heung-min ricevette il passaggio di Ki Sung-yueng e sparò una fucilata che spiazzò Mat Ryan, segnando il gol che portò la partita ai supplementari. Al 105°, il centrocampista Troisi riportò in vantaggio gli australiani con un tiro potente ma preciso che si insaccò nella rete coreana; galvanizzata dal secondo gol, l'Australia si rimise in difesa contrastando il pressing coreano, e al triplice fischio la partita finì 2-1.

## Tabellino
| Arbitro: | Alireza Faghani |

|                     |           |                        |
| Son Heung-min 90+1’ | Marcatori | 45’ Luongo 105’ Troisi |

| Corea del Sud | Australia |

| GK           | 23 | Kim Jin-hyeon  |  |     |
| RB           | 22 | Cha Du-ri      |  |     |
| CB           | 5  | Kwak Tae-hwi   |  |     |
| CB           | 19 | Kim Young-gwon |  |     |
| LB           | 3  | Kim Jin-su     |  |     |
| CM           | 20 | Jang Hyun-soo  |  |     |
| CM           | 16 | Ki Sung-yueng  |  |     |
| RW           | 6  | Park Joo-ho    |  | 71’ |
| AM           | 10 | Nam Tae-hee    |  | 64’ |
| LW           | 7  | Son Heung-min  |  |     |
| CF           | 18 | Lee Jung-hyup  |  | 88’ |
| Sostituti:   |    |                |  |     |
| DF           | 4  | Kim Ju-young   |  | 88’ |
| MF           | 14 | Han Kook-young |  | 71’ |
| FW           | 11 | Lee Keun-ho    |  | 64’ |
| Allenatore:  |    |                |  |     |
| Uli Stielike |    |                |  |     |

| GK               | 1  | Mathew Ryan        |     |     |
| RB               | 2  | Ivan Franjić       | 6’  | 75’ |
| CB               | 20 | Trent Sainsbury    |     |     |
| CB               | 6  | Matthew Špiranović | 59’ |     |
| LB               | 3  | Jason Davidson     | 41’ |     |
| CM               | 5  | Mark Milligan      |     |     |
| CM               | 15 | Mile Jedinak       | 66’ |     |
| CM               | 21 | Massimo Luongo     |     |     |
| RW               | 10 | Robbie Kruse       | 68’ | 71’ |
| LW               | 7  | Mathew Leckie      |     |     |
| CF               | 4  | Tim Cahill         |     | 64’ |
| Sostituti:       |    |                    |     |     |
| MF               | 14 | James Troisi       |     | 71’ |
| MF               | 17 | Matt McKay         |     | 75’ |
| FW               | 9  | Tomi Jurić         |     | 64’ |
| Allenatore:      |    |                    |     |     |
| Ange Postecoglou |    |                    |     |     |

| Uomo partita: - Trent Sainsbury Assistenti arbitrali: - Reza Sokhandan - Mohammad Reza Abolfazli Quarto uomo: - Fahad Al-Mirdasi Quinto uomo: - Abdulla Al Shalwai |

## Statistiche
| Statistiche       | Corea del Sud | Australia |
| ----------------- | ------------- | --------- |
| Reti segnate      | 0             | 1         |
| Tiri totali       | 5             | 3         |
| Tiri in porta     | 2             | 2         |
| Possesso palla    | 43%           | 57%       |
| Calci d'angolo    | 2             | 1         |
| Falli commessi    | 7             | 8         |
| Fuorigioco        | 2             | 2         |
| Cartellini gialli | 0             | 2         |
| Cartellini rossi  | 0             | 0         |

| Statistiche       | Corea del Sud | Australia |
| ----------------- | ------------- | --------- |
| Reti segnate      | 1             | 0         |
| Tiri totali       | 6             | 5         |
| Tiri in porta     | 5             | 3         |
| Possesso palla    | 50%           | 50%       |
| Calci d'angolo    | 1             | 1         |
| Falli commessi    | 11            | 13        |
| Fuorigioco        | 3             | 0         |
| Cartellini gialli | 0             | 3         |
| Cartellini rossi  | 0             | 0         |

| Statistiche       | Corea del Sud | Australia |
| ----------------- | ------------- | --------- |
| Reti segnate      | 0             | 1         |
| Tiri totali       | 1             | 4         |
| Tiri in porta     | 2             | 2         |
| Possesso palla    | 40%           | 60%       |
| Calci d'angolo    | 0             | 0         |
| Falli commessi    | 1             | 5         |
| Fuorigioco        | 4             | 2         |
| Cartellini gialli | 0             | 0         |
| Cartellini rossi  | 0             | 0         |

| Statistiche       | Corea del Sud | Australia |
| ----------------- | ------------- | --------- |
| Reti segnate      | 1             | 2         |
| Tiri totali       | 16            | 12        |
| Tiri in porta     | 9             | 7         |
| Possesso palla    | 46%           | 54%       |
| Calci d'angolo    | 3             | 2         |
| Falli commessi    | 19            | 26        |
| Fuorigioco        | 9             | 4         |
| Cartellini gialli | 0             | 5         |
| Cartellini rossi  | 0             | 0         |

## Conseguenze
La vittoria finale dell'Australia la rese la prima nazionale nella storia a vincere almeno una volta due competizioni tra continenti diversi, avendo essa vinto quattro edizioni della Coppa delle nazioni oceaniane prima dello spostamento nell'AFC nel 2006. Con questa vittoria, l'Australia avrebbe rappresentato l'Asia nella FIFA Confederations Cup 2017 in Russia; sarebbe stata la sua quarta partecipazione in totale, ma anche l'ultima in quanto il presidente della FIFA Gianni Infantino avrebbe abolito la competizione l'anno dopo.
Per la Corea del Sud, questa fu la quarta finale persa dopo quelle del 1972, 1980 e 1988; la selezione dovette dunque consolarsi con le vittorie ottenute nelle prime due edizioni nel '56 e nel '60, che però consistevano in un girone unico all'italiana. Fu anche l'ultima partita per il veterano Cha Du-ri, che si ritirò dal calcio internazionale.
In Australia, l'incontro fu trasmesso dalla ABC e dalla Fox Sports. L'ABC raggiunse 1.8 milioni di spettatori per l'intera partita, e un picco di 3 milioni di spettatori nell'ultimo minuto dei supplementari. La Fox Sports raggiunse invece i 416 000 spettatori in totale nel corso della partita.